# Shakopee-Formation

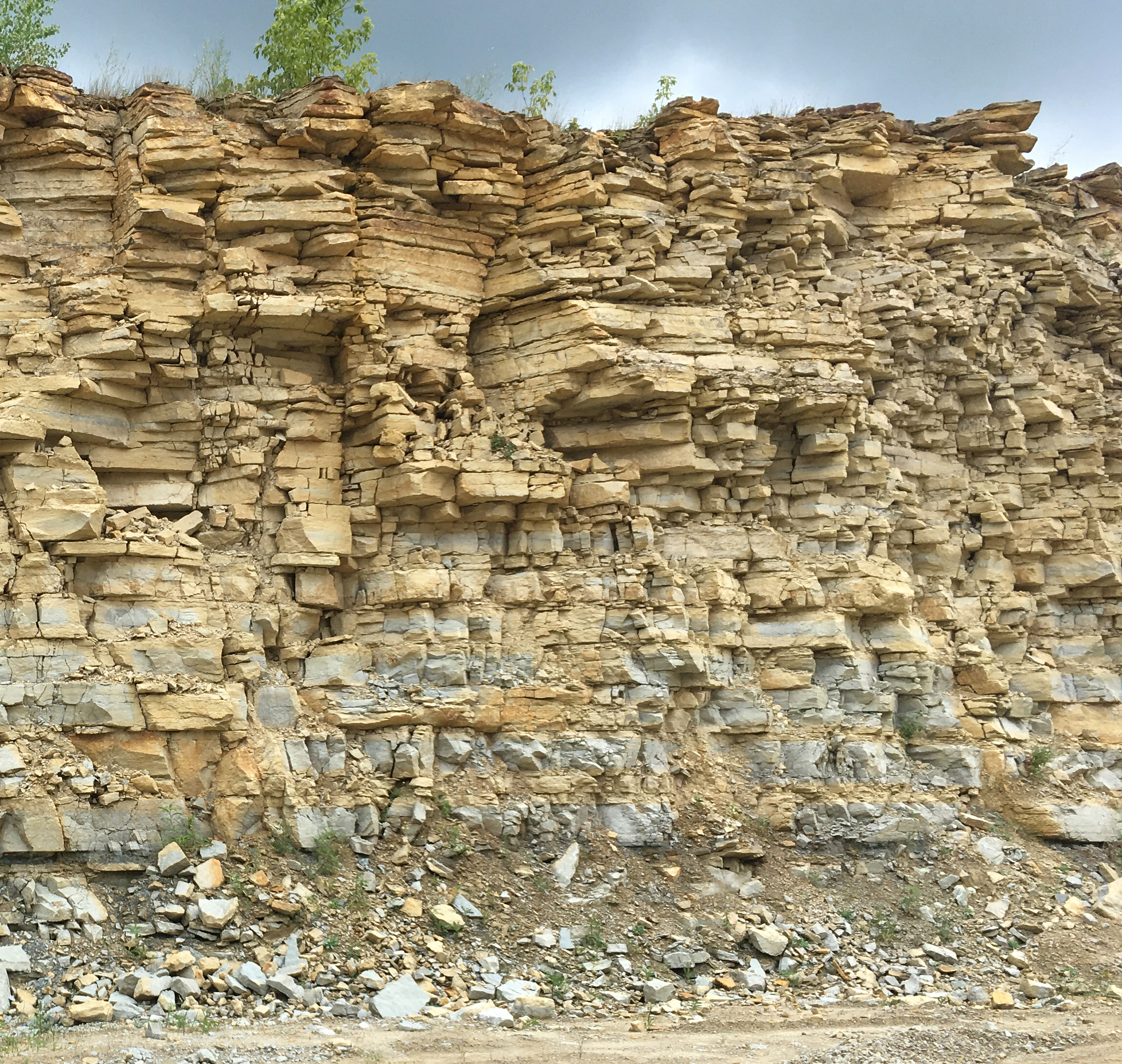
Shakopee-Formation im südöstlichen Minnesota

Die Shakopee-Formation ist eine geologische Formation im Gebiet der US-Bundesstaaten Illinois, Indiana, Iowa, Minnesota und Wisconsin. Sie enthält Fossilien aus dem Ordovizium. Benannt ist sie nach der Stadt Shakopee in Minnesota, wo die Formation an Steilküsten entlang des Minnesota River zu sehen ist. Stromatolithenriffe sind in der Formation häufig und durchweg gut dokumentiert.